# Puchar Niemiec w piłce nożnej (1971/1972)
Puchar Niemiec w piłce nożnej mężczyzn 1971/1972 – 29. edycja rozgrywek mających na celu wyłonienie zdobywcy Pucharu Niemiec, który uzyskał tym samym prawo gry w kwalifikacjach Pucharze Zdobywców Pucharów (1972/1973). Tym razem trofeum wywalczył FC Schalke 04. Finał został rozegrany na Niedersachsenstadion w Hanowerze.

## Plan rozgrywek
Rozgrywki szczebla centralnego składały się z 5 części:
- Runda 1: 4–15 grudnia 1971
- Runda 2: 12–22 lutego 1972
- Ćwierćfinał: 1–5 kwietnia 1972
- Półfinał: 30 maja–10 czerwca 1972
- Finał: 1 lipca 1972 na Niedersachsenstadion w Hanowerze

## Pierwsza runda
Mecze pierwszej rundy odbywały się od 4 do 15 grudnia 1971 roku.
| Drużyna 1            | Wynik dwumeczu | Drużyna 2                | Pierwszy mecz | Drugi mecz |
| -------------------- | -------------- | ------------------------ | ------------- | ---------- |
| FC St. Pauli         | 2:3            | Rot-Weiss Oberhausen     | 1:1           | 1:2        |
| Bayer 04 Leverkusen  | 2:7            | Borussia Mönchengladbach | 0:3           | 2:4        |
| SV Alsenborn         | 0:3            | Fortuna Düsseldorf       | 0:0           | 0:3        |
| Tasmania 1900 Berlin | 2:4            | VfL Bochum               | 2:2           | 0:2        |
| VfR Heilbronn        | 1:5            | VfB Stuttgart            | 1:1           | 0:4        |
| Kickers Offenbach    | 4:1            | Borussia Dortmund        | 1:1           | 3:0        |
| FC Schalke 04        | 5:1            | Hertha BSC               | 3:1           | 0:2        |
| Freiburger FC        | 3:4            | Hamburger SV             | 1:2           | 2:2        |
| FV 1912 Essen        | 1:14           | 1. FC Köln               | 1:9           | 0:5        |
| Wuppertaler SV       | 4:4 (3:5 kar.) | 1. FC Kaiserslautern     | 2:1           | 2:3 (dog.) |
| Fortuna Köln         | 2:7            | Bayern Monachium         | 2:1           | 0:6        |
| Arminia Bielefeld    | 2:4            | MSV Duisburg             | 1:1           | 1:3        |
| SpVgg Bad Pyrmont    | 1:10           | Werder Brema             | 1:4           | 0:6        |
| Borussia Neunkirchen | 2:4            | Eintracht Brunszwik      | 2:4           | 0:0        |
| FC Schweinfurt 05    | 2:6            | Eintracht Frankfurt      | 1:0           | 1:6        |
| Holstein Kilonia     | 6:11           | Hannover 96              | 5:4           | 1:7        |

## Druga runda
Mecze drugiej rundy odbywały się od 12 do 22 lutego 1972 roku.
| Drużyna 1                | Wynik dwumeczu | Drużyna 2            | Pierwszy mecz | Drugi mecz |
| ------------------------ | -------------- | -------------------- | ------------- | ---------- |
| Borussia Mönchengladbach | 6:5            | Eintracht Frankfurt  | 4:2           | 2:3        |
| Hannover 96              | 4:2            | VfL Bochum           | 0:0           | 4:2        |
| Werder Brema             | 4:3            | Hamburger SV         | 4:2           | 0:1        |
| Fortuna Düsseldorf       | 2:3            | FC Schalke 04        | 1:1           | 1:2        |
| VfB Stuttgart            | 5:6            | 1. FC Kaiserslautern | 4:3           | 1:3        |
| MSV Duisburg             | 2:3            | Rot-Weiss Oberhausen | 2:2           | 0:1        |
| Kickers Offenbach        | 3:5            | 1. FC Köln           | 3:1           | 0:4        |
| Eintracht Brunszwik      | 1:3            | Bayern Monachium     | 0:0           | 1:3 (dog.) |

## Ćwierćfinały
Mecze ćwierćfinału odbywały się 1 i 5 kwietnia 1972 roku.
| Drużyna 1                | Wynik dwumeczu | Drużyna 2            | Pierwszy mecz | Drugi mecz |
| ------------------------ | -------------- | -------------------- | ------------- | ---------- |
| Borussia Mönchengladbach | 2:3            | FC Schalke 04        | 2:2           | 0:1        |
| Rot-Weiss Oberhausen     | 3:6            | 1. FC Kaiserslautern | 3:1           | 0:5 (dog.) |
| Hannover 96              | 1:4            | Werder Brema         | 0:2           | 1:2        |
| Bayern Monachium         | 4:5            | 1. FC Köln           | 3:0           | 1:5        |

## Półfinały
Mecze półfinału odbywały się 31 maja i 10 czerwca 1972 roku.
| Drużyna 1            | Wynik dwumeczu | Drużyna 2     | Pierwszy mecz | Drugi mecz |
| -------------------- | -------------- | ------------- | ------------- | ---------- |
| 1. FC Kaiserslautern | 4:2            | Werder Brema  | 2:1           | 2:1        |
| 1. FC Köln           | 6:6 (5:6 kar.) | FC Schalke 04 | 4:1           | 2:5 (dog.) |

## Finał
| 1 lipca 1972 16:00 CEST | FC Schalke 04 · Kremers 13' (82) · Scheer 32' · Lütkebohmert 57' · Fischer 66' | 5:02:0Raport | 1. FC Kaiserslautern | Niedersachsenstadion, Hanower Widzów: 61 000 Sędzia: Heinz Aldinger (Waiblingen) |
|                         |                                                                                |              |                      |                                                                                  |

| SCHALKE GELSENKIRCHEN: |   |                      |
|                        |   |                      |
| BR                     | 1 | Norbert Nigbur       |
| OB                     |   | Hartmut Huhse        |
| OB                     |   | Klaus Fichtel        |
| OB                     |   | Rolf Rüssmann        |
| OB                     |   | Helmut Kremers       |
| PO                     |   | Herbert Lütkebohmert |
| PO                     |   | Klaus Scheer         |
| PO                     |   | Heinz van Haaren     |
| NA                     |   | Reinhard Libuda      |
| NA                     |   | Klaus Fischer        |
| NA                     |   | Erwin Kremers        |
| Zmiany:                |   |                      |
| Nie wprowadzono zmian  |   |                      |
| Trener:                |   |                      |
| Ivan Horvat            |   |                      |

| FC KAISERSLAUTERN: |   |                  |  |     |
|                    |   |                  |  |     |
| BR                 | 1 | Josef Elting     |  |     |
| OB                 |   | Günther Reinders |  |     |
| OB                 |   | Ernst Diehl      |  |     |
| OB                 |   | Dietmar Schwager |  |     |
| OB                 |   | Fritz Fuchs      |  |     |
| PO                 |   | Jürgen Friedrich |  |     |
| PO                 |   | Hermann Bitz     |  |     |
| PO                 |   | Idriz Hosic      |  | 55' |
| NA                 |   | Josef Pirrung    |  |     |
| NA                 |   | Wolfgang Seel    |  |     |
| NA                 |   | Klaus Ackermann  |  |     |
| Zmiany:            |   |                  |  |     |
| NA                 |   | Karl-Heinz Vogt  |  | 55' |
| Trener:            |   |                  |  |     |
| Dietrich Weise     |   |                  |  |     |

| Puchar Niemiec w piłce nożnej 1971–1972 Zwycięzcy |
| ------------------------------------------------- |
| FC Schalke 04 2. Tytuł                            |